# Гриб, Кузьма Петрович
Кузьма Петрович Гриб (бел. Кузьма Пятровіч Грыб; 1911, Синск — 1943) — младший лейтенант Рабоче-крестьянской Красной Армии, участник Великой Отечественной войны, Герой Советского Союза (1944).

## Биография
Родился в 1911 году в деревне Синск (ныне — Лоевский район Гомельской области Беларуси) в крестьянской семье. Работал в колхозе. В июне 1941 года был призван на службу в Рабоче-крестьянскую Красную Армию и направлен на фронт Великой Отечественной войны. К сентябрю 1943 года гвардии младший лейтенант Кузьма Гриб командовал взводом 182-го гвардейского стрелкового полка 62-й гвардейской стрелковой дивизии 37-й армии Степного фронта. Отличился во время битвы за Днепр.
28 сентября 1943 года одним из первых в своём подразделении переправился через Днепр. Его взвод закрепился на плацдарме на западном берегу и отразил вражескую контратаку. В этом бою погиб. Похоронен в селе Куцеволовка Онуфриевского района Кировоградской области Украины.
Указом Президиума Верховного Совета СССР «О присвоении звания Героя Советского Союза офицерскому, сержантскому и рядовому составу Красной Армии» от 22 февраля 1944 года за «образцовое выполнение боевых заданий командования при форсировании реки Днепр, развитие боевых успехов на правом берегу реки и проявленные при этом отвагу и геройство» был удостоен посмертно высокого звания Героя Советского Союза. Также посмертно был награждён орденом Ленина.

## Награды и звания
- Герой Советского Союза (1944)
- Орден Ленина

- Почётный гражданин Лоева[2].

## Память
- В д. Синск Лоевского района Гомельской области рядом с воинским мемориалом могила семьи К. П. Гриба[3].
- В честь К. П. Гриба установлен памятник на Аллее Героев в Лоеве[4].
- Имя К. П. Гриба носит одна из улиц в деревне Бывальки Лоевского района Гомельской области.
- Имя К. З. Гриба присвоено средней школе в д. Бывальки Лоевского района Гомельской области (2023)[5]. Одна из экспозиций в школьном музее посвящена К. З. Грибу. На здании школы установлена мемориальная доска в честь Героя.